# Boulevard de la Concorde
Le boulevard de la Concorde est une artère d'orientation est-ouest située à Laval, au Canada. Il se trouve à quelques centaines de mètres au nord de la rivière des Prairies.

## Situation et accès
Le boulevard a une longueur d'environ 8,7 km. Il possède une grande capacité, avec six voies (trois dans chaque direction).
Il débute à l'est dans le quartier de Saint-Vincent-de-Paul, à la jonction du boulevard Lévesque Est, près du boulevard Pie-IX. Sur son parcours, le boulevard croise entre autres l'autoroute Papineau, le boulevard des Laurentides, le boulevard Laval, le boulevard de l'Avenir et le boulevard Le Corbusier. Au-delà de l'autoroute des Laurentides, qui constitue son extrémité ouest, la route se poursuit sous le nom de boulevard Notre-Dame.

## Origine du nom
Son nom ferait référence à la place de la Concorde à Paris.

## Historique
L'odonyme est officialisé par la Commission de toponymie le 6 septembre 1989.
Le 21 octobre 2006, le viaduc du boulevard de la Concorde passant au-dessus de l'autoroute Papineau s'effondre, faisant cinq morts. 

## Bâtiments remarquables et lieux de mémoire
- 4100 Est : Aréna Yvon-Chartrand
- 1200 Ouest : Station de métro De la Concorde
- 1395 Ouest : Maison des arts de Laval
- Centre de la nature de Laval